# Petavia nemoga
Petavia nemoga is een vlinder uit de familie van de Callidulidae. De wetenschappelijke naam van de soort is voor het eerst geldig gepubliceerd in 1909 door Swinhoe.